# Plaza Simón Bolívar (Valdivia)
La Plaza Simón Bolívar (o "Plaza Venezuela") se ubica en la ciudad chilena de Valdivia, capital de la Región de Los Ríos. Se encuentra cerca del puente Calle-Calle, por la entrada norte a la ciudad, entre las calles Avenida Ramón Picarte por el norte, y Errázuriz por el sur. Es considerada una de las plazas históricas de la ciudad.

## Historia
Durante muchos años fue el parque zoológico de la ciudad, hasta que por razones económicas se convirtió en plaza. Se adopta el nombre del prócer venezolano Simón Bolívar, después que se entregó una ofrenda (busto) al Municipio de Valdivia en 1939 por parte de la República de Venezuela.

## Infraestructura de la plaza
El registro de los elementos de la infraestructura de la plaza fueron obtenidos mediante la cartografía "in situ" realizados en mayo del 2022, y alojados en la plataforma de cartografía abierta y colaborativa OpenStreetMap (OSM). Todos los datos geoespaciales que componen la infraestructura de la plaza se pueden descargar desde la API de overpass-turbo en diferentes formatos (GeoJSON, GPX, KML o datos OSM sin procesar).
Su superficie es de 9 867 m² equivalente a 0,99 hectáreas, con un perímetro de 423 metros. El césped está conformado por 15 polígonos que suman 0,6 hectáreas de cobertura superficial, representa el 60%.

### Arbolado Urbano
El siguiente listado de especies arbóreas se basa en los datos abiertos geo-referenciados de la plataforma cartográfica OSM. Se contabilizaron 105 individuos arbóreos. La densidad de árboles por hectárea es de 106 (árb/ha). Se componen de 18 familias y 26 géneros, que conforman 33 especies identificadas.
De acuerdo al ciclo de las hojas, las especies Perennifolias representan el (71%) versus Caducifolias (29%). A nivel arbóreo las especies de angiospermas son las más abundantes (90%), con respeto a las gimnospermas o coníferas, encontrándose solo 11 individuos que representan un (10%).
Los árboles más frecuente son: Arrayán (Luma apiculata | 21%), Camelia (Camelia japonica | 11%), Falso castaño (Aesculus hippocastanum | 8,5%), Liquidámbar (Liquidambar styraciflua | 8,5%) y Acacia Negra (Acacia melanoxylon | 7,6%). Las especies exóticas son las dominantes (67%), las nativas (Araucaria, Arrayán, Avellano, Chilco, Chinchin, Coihue, Corcolén, Mañio de hojas largas, Notro y Palma chilena) presentan un porcentaje de (33%), todas con al menos un ejemplar salvo el Arrayán que es el más frecuente.
A continuación se presenta la tabla con el listado de especies, con su enlace a la página propia de Wikipedia para un mayor conocimiento de las mismas.
| Denominación común    | Nombre científico        | Origen  | Duración Hojas | Número individuos |
| --------------------- | ------------------------ | ------- | -------------- | ----------------- |
| Acacia Negra          | Acacia melanoxylon       | Exótica | Perennifolio   | 8                 |
| Acer japonés          | Acer japonicum           | Exótica | Caducifolio    | 2                 |
| Falso plátano         | Acer pseudoplatanus      | Exótica | Caducifolio    | 1                 |
| Falso castaño         | Aesculus hippocastanum   | Exótica | Caducifolio    | 9                 |
| Pino Paraná           | Araucaria angustifolia   | Exótica | Perennifolio   | 2                 |
| Araucaria, Pehuén     | Araucaria araucana       | Nativa  | Perennifolio   | 1                 |
| Araucaria excelsa     | Araucaria heterophylla   | Exótica | Perennifolio   | 1                 |
| Chinchin              | Azara microphylla        | Nativa  | Perennifolio   | 1                 |
| Corcolén              | Azara serrata            | Nativa  | Perennifolio   | 1                 |
| Camelia               | Camellia japonica        | Exótica | Perennifolio   | 12                |
| Cedro del Líbano      | Cedrus libani            | Exótica | Perennifolio   | 2                 |
| Ciprés de Lawson      | Chamaecyparis lawsoniana | Exótica | Perennifolio   | 1                 |
| Cordoline             | Cordyline australis      | Exótica | Perennifolio   | 7                 |
| Notro                 | Embothrium coccineum     | Nativo  | Perennifolio   | 1                 |
| Haya común            | Fagus sylvatica          | Exótica | Caducifolio    | 1                 |
| Chilco                | Fuchsia magellanica      | Nativo  | Perennifolio   | 1                 |
| Avellano              | Gevuina avellana         | Nativo  | Perennifolio   | 2                 |
| Palma chilena, Lilla  | Jubaea chilensis         | Nativa  | Perennifolio   | 1                 |
| Enebro                | Juniperus sp.            | Exótica | Perennifolio   | 1                 |
| Liquidámbar           | Liquidambar styraciflua  | Exótica | Caducifolio    | 9                 |
| Arrayán               | Luma apiculata           | Nativo  | Perennifolio   | 22                |
| Magnolia              | Magnolia figo            | Exótica | Perennifolio   | 1                 |
| Magnolio              | Magnolia grandiflora     | Exótica | Caducifolio    | 1                 |
| Coihue                | Nothofagus dombeyi       | Nativa  | Perennifolio   | 3                 |
| Roble                 | Nothofagus obliqua       | Nativa  | Caducifolio    | 1                 |
| Palma canaria         | Phoenix canariensis      | Exótica | Perennifolio   | 2                 |
| Mañio de hojas largas | Podocarpus salignus      | Nativo  | Perennifolio   | 1                 |
| Pino de Oregón        | Pseudotsuga menziesii    | Exótica | Perennifolio   | 1                 |
| Roble de los Pantanos | Quercus palustris        | Exótica | Caducifolio    | 1                 |
| Alcornoque            | Quercus suber            | Exótica | Perennifolio   | 1                 |
| Tuja                  | Thuja sp.                | Exótica | Perennifolio   | 2                 |
| Palmera China         | Trachycarpus fortunei    | Exótica | Perennifolio   | 2                 |
| Olmo montano          | Ulmus glabra             | Exótica | Caducifolio    | 3                 |

#### Mapa del Arbolado Urbano
Mapa de distribución de las especies identificadas al interior de la plaza, se destacan por colores y en su ubicación por círculos de tamaño en función de sus alturas en metros, además del valor de su [frecuencia]. El mapa base es OpenStreetMap, que permite visualizar los otros elementos que componen la infraestructura. 

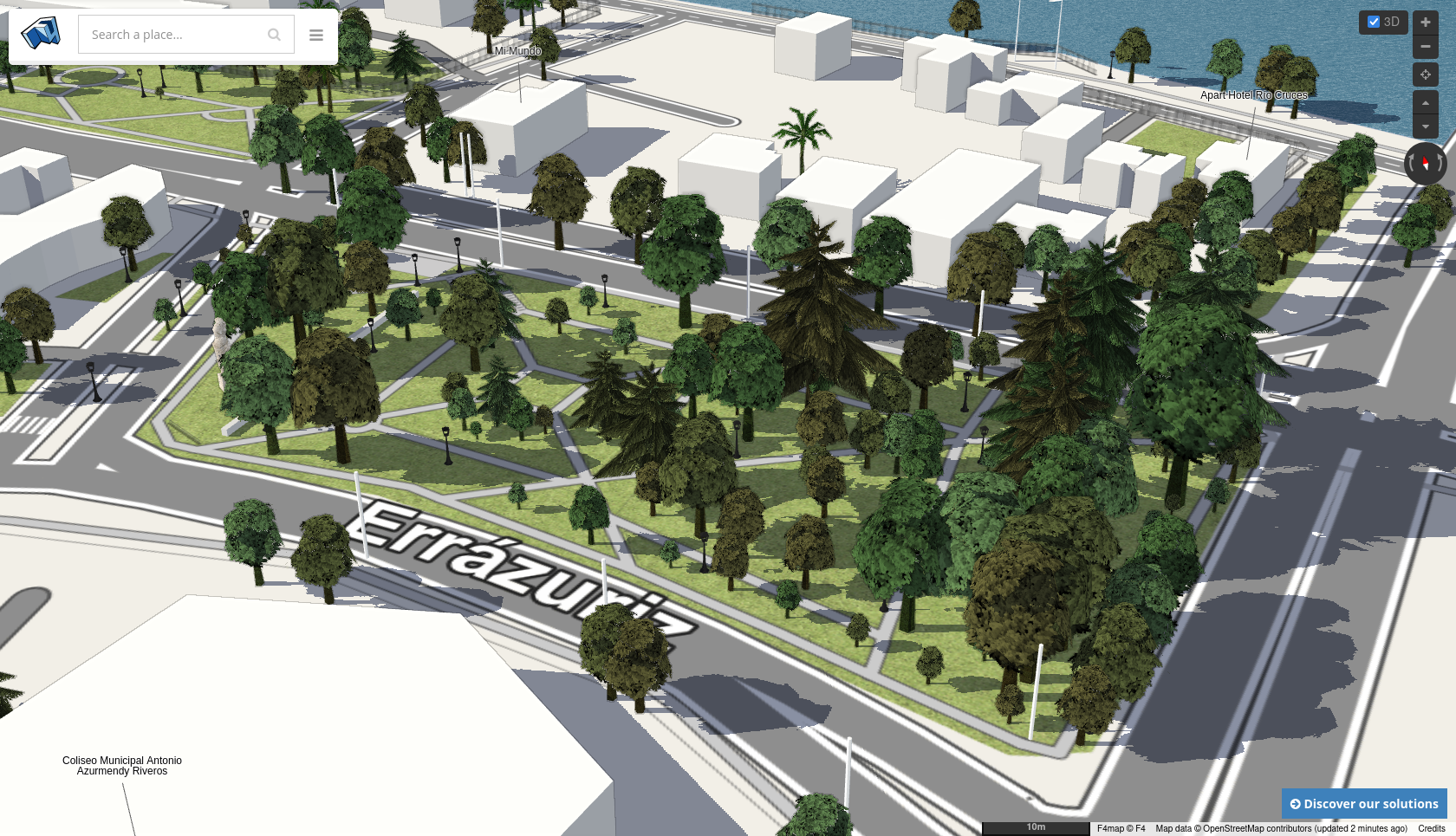
Modelo 3D generado por F4Map Demo.

El mapa dinámico de la distribución de las especies etiquetadas por género, y los datos de las variables registradas se pueden obtener desde la API de overpass-turbo.  Cada especie tiene asociada un conjunto de etiquetas estándar definidas por la comunidad de OSM. Una etiqueta de importancia para la visualización de los árboles en los modelos 3D, es la altura del individuo arbóreo. Las alturas medidas en la plaza entrega como resultado el modelo 3D desarrollado por F4Map.

#### Árboles destacados
En la zona este de la plaza se destaca un grupo de árboles añosos (aproximadamente 90 años) y de grandes dimensiones, compuestos por coníferas como el Pino del Paraná (Araucaria angustifolia), Cedro del Líbano (Cedrus libani) y Pino de Oregón (Pseudotsuga menziesii) con diámetros de tronco que superan el metro, los cuales fueron plantados al establecimiento de la plaza. Los individuos más altos sobrepasan los 25 metros, como por ejemplo la (Araucaria heterophylla) de 28 metros y un Pino de Oregón de 29 metros, con diámetros de copa superiores a 10 metros. 
En la zona central de la plaza se destaca una palma chilena (Jubaea chilensis), uno de los pocos individuos adultos de esta especie que existen en la ciudad. Se ubica el único alcornoque (Quercus suber) registrado como árbol urbano en la ciudad, recientemente fue destacado como árbol patrimonial por Conaf, estando actualmente protegido por una cerca a su alrededor para evitar la extracción de su corteza. 

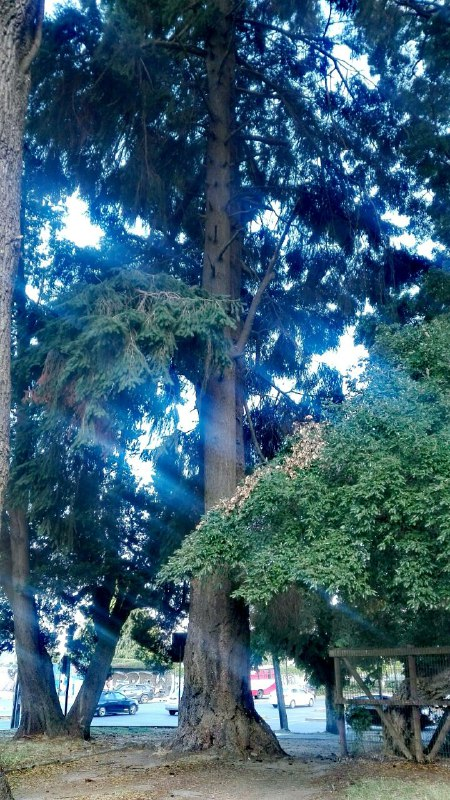
Pino de Oregón de altura 29 metros.
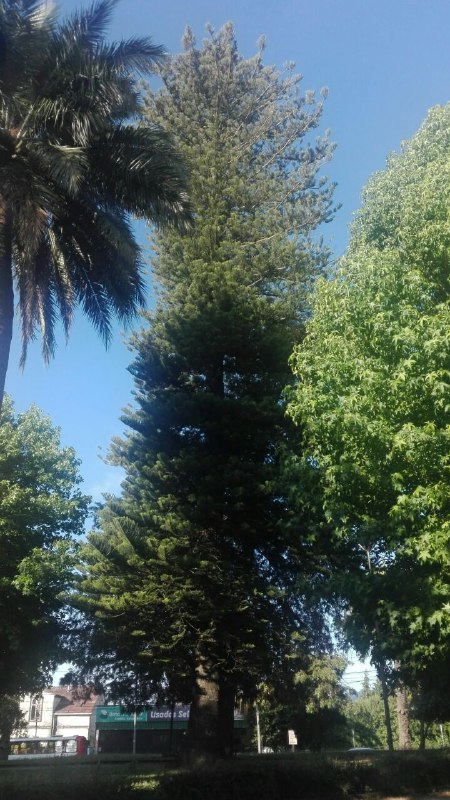
A. heterophylla de altura 28 metros.
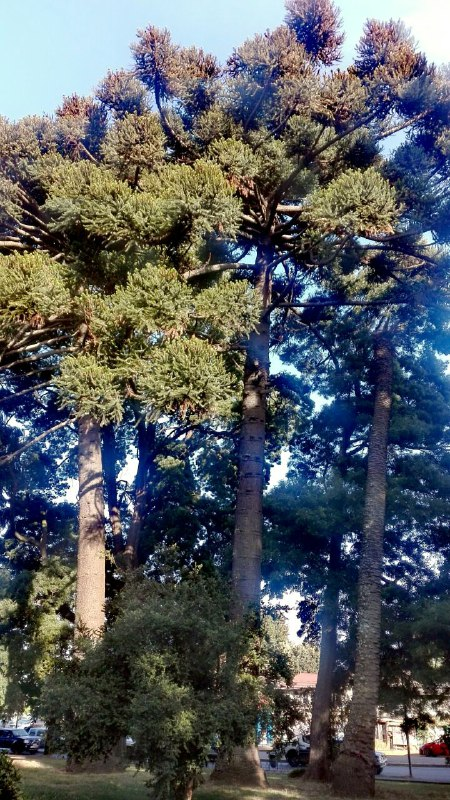
Árboles añosos de A. angustifolia.
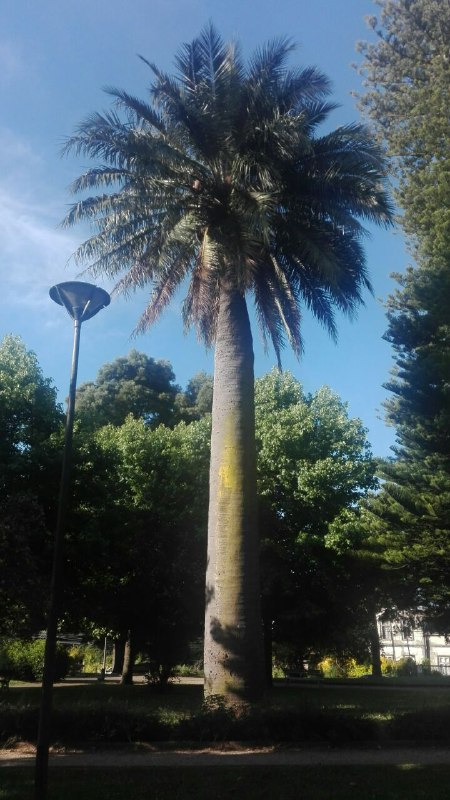
Palma chilena.
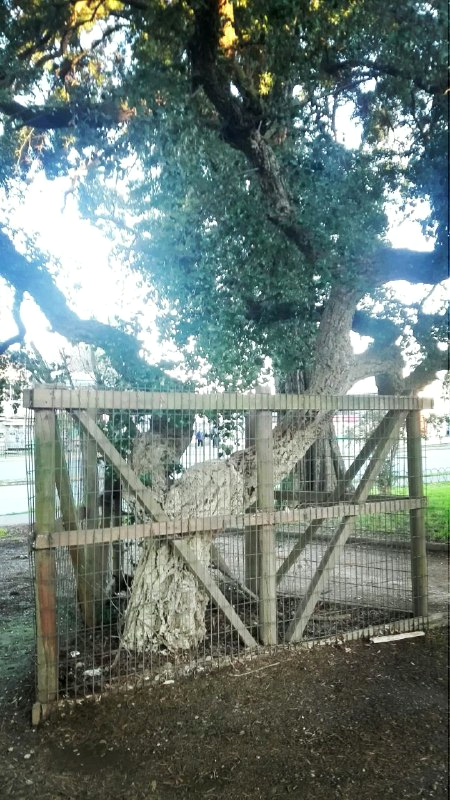
Alcornoque patrimonial.

#### Árboles muertos
Se registraron tres individuos arbóreos de especies diferentes (Azara microphylla, Quercus palustris y Phoenix canariensis). Las dos primeras especies solo quedan los tocones, y la palma canaria está en pie, pero sin hojas. Los restos de la A. microphylla presentan cortes de herramientas manuales, evidenciando que ha sido vandalizada (Ver mapa de distribución).

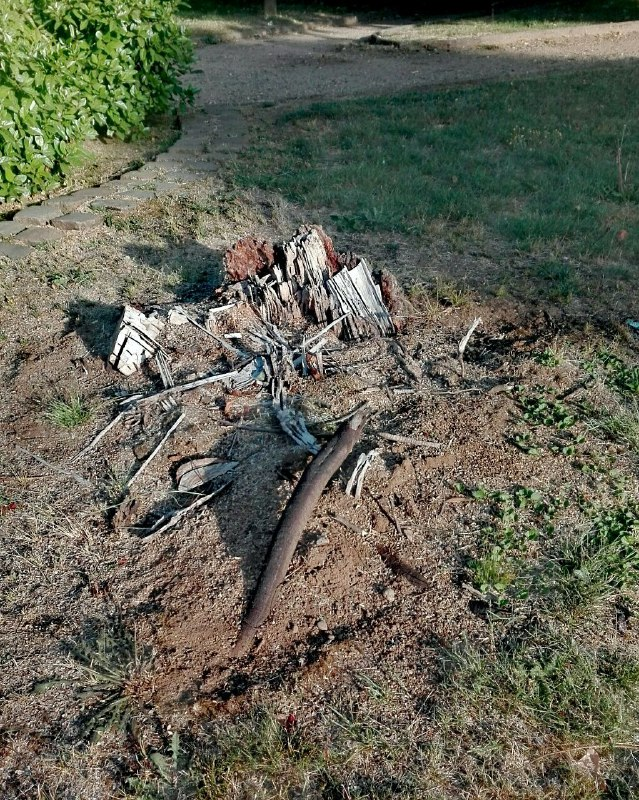
Tocón del árbol Q. palustris.
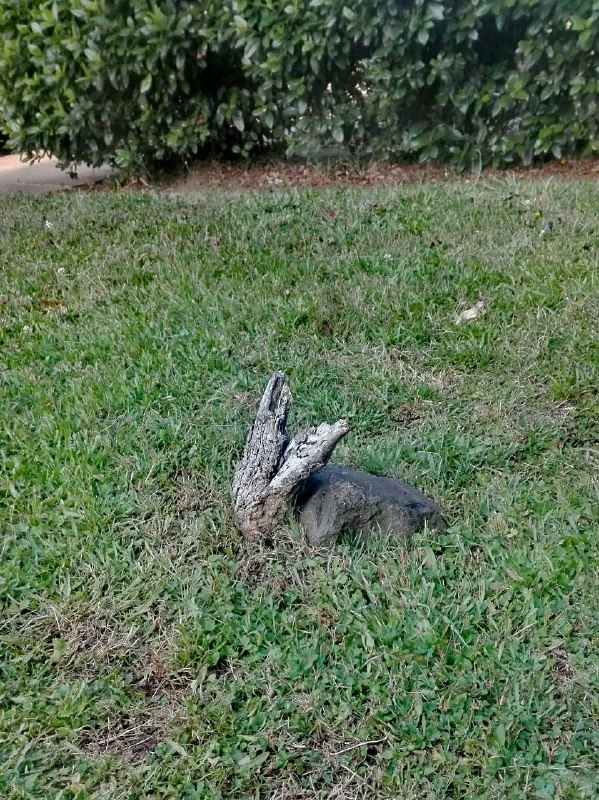
Tocón del arbusto A. microphylla.

### Bancas
En la plaza se distribuyen 29 bancas, de tres tipos diferentes con capacidad para 4 personas. Las más frecuentes son las bancas de madera y hierro forjado con respaldo (21), y ubicadas en su mayoría en los senderos interiores y perimetrales. Bancas de madera y hierro (07) con respaldo, ubicadas al interior del patio de juegos infantiles. La banca de concreto sin respaldo se localiza en la estación de calistenia. Ver mapa de distribución y fotografías. Por el lado de la calle Ave. Pedro Montt se debe reponer una banca que ha sido eliminada.

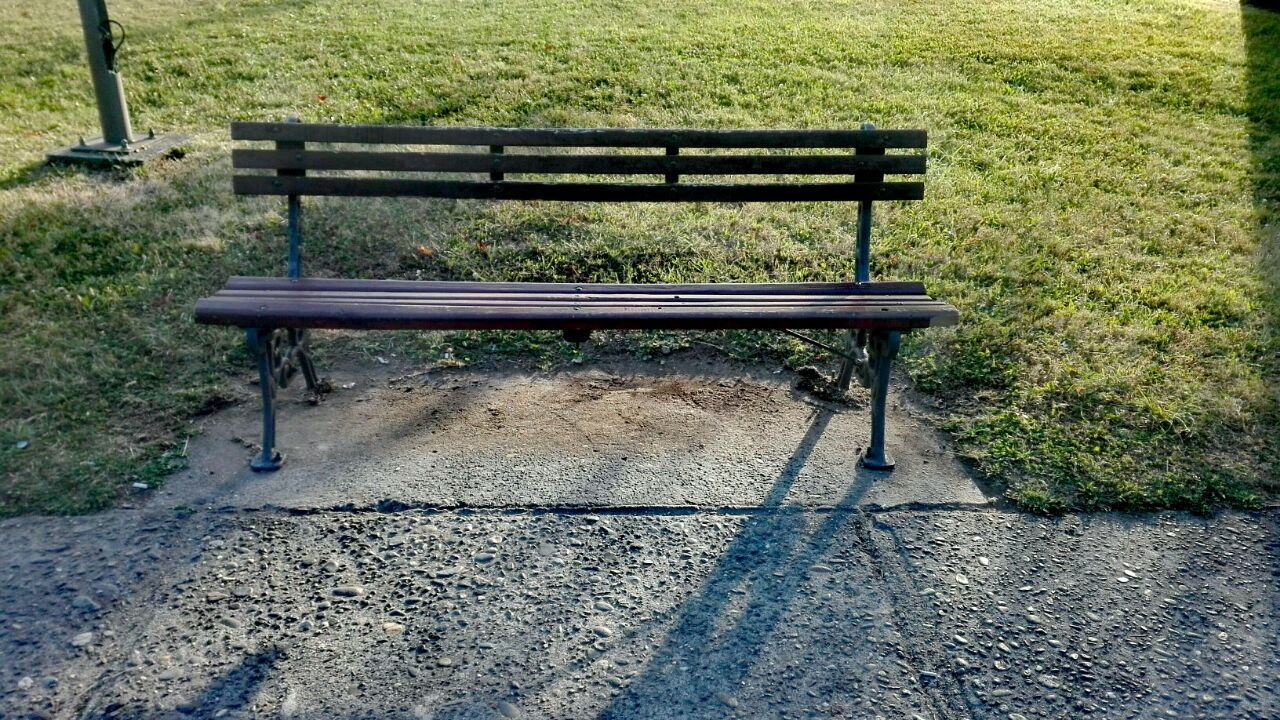
Banca tipo de madera y hierro forjado.
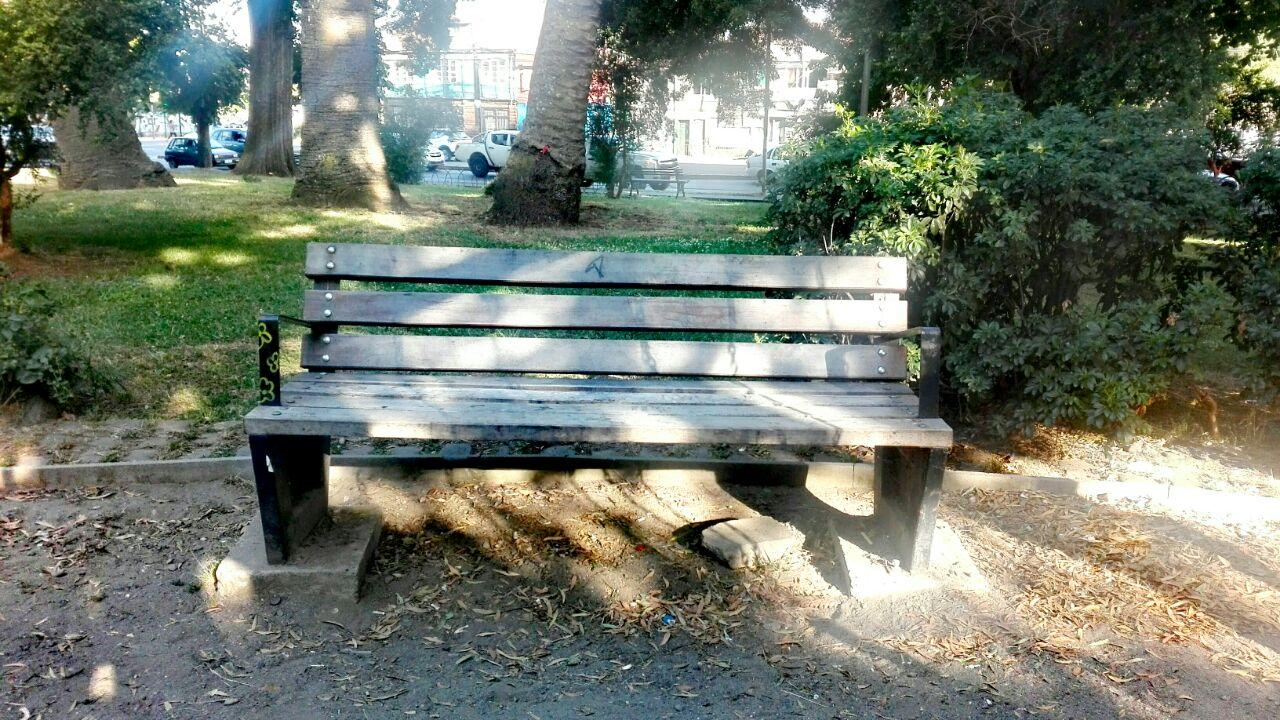
Banca tipo de madera y hierro.
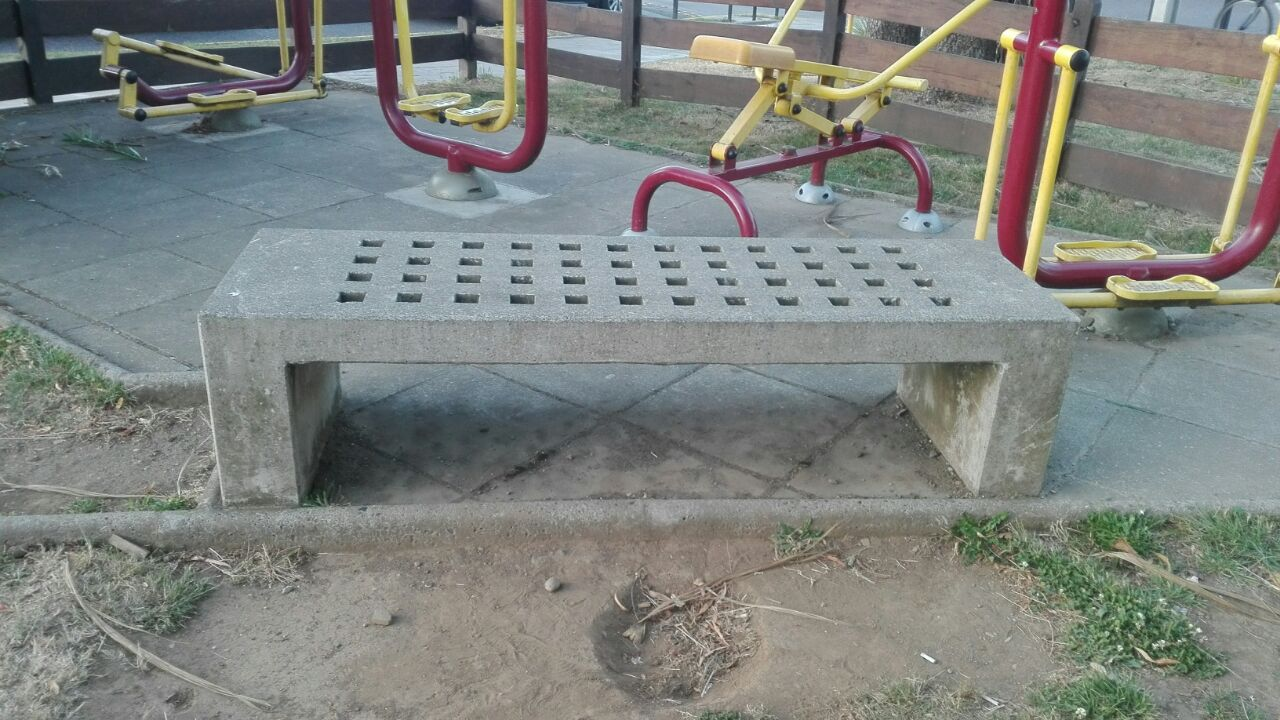
Banca tipo concreto sin respaldo.
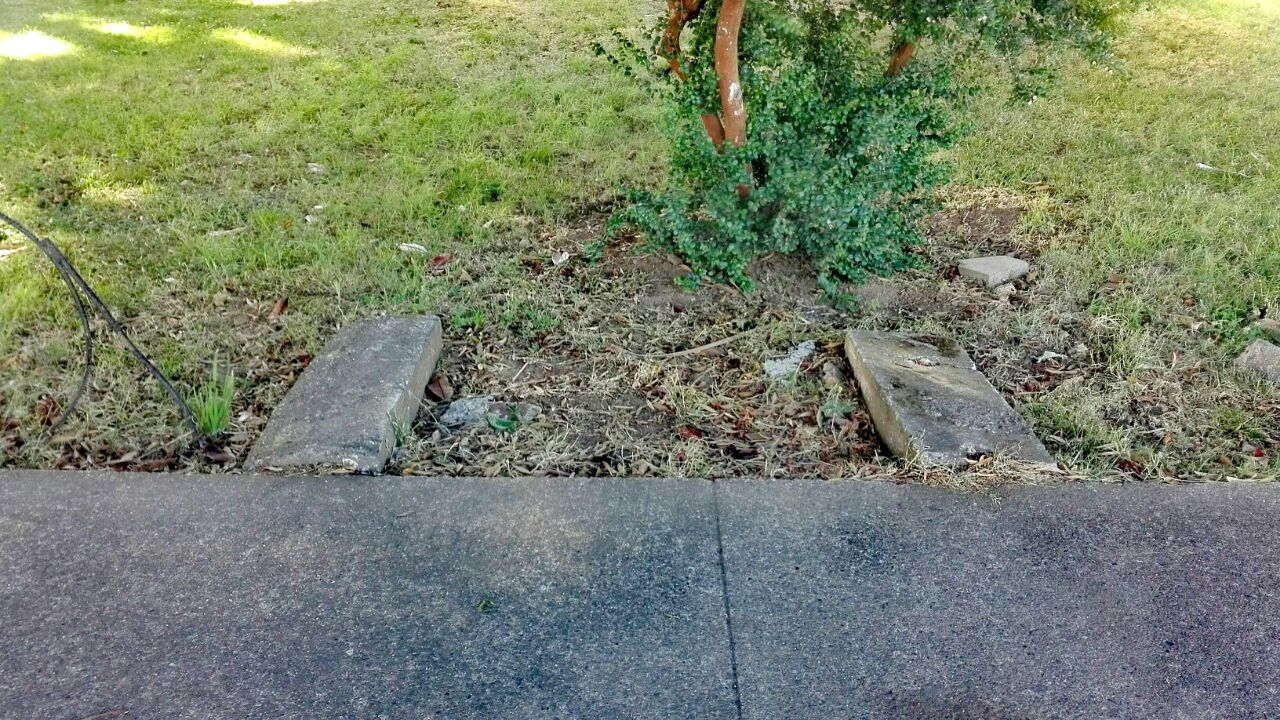
Espacio sin banca de madera.

### Basureros
La plaza cuenta con 10 basureros de metal, para todo tipo de desechos. Se requiere aumentar el número de estos y mejorar su distribución espacial (ver mapa y fotografía de cada elemento).

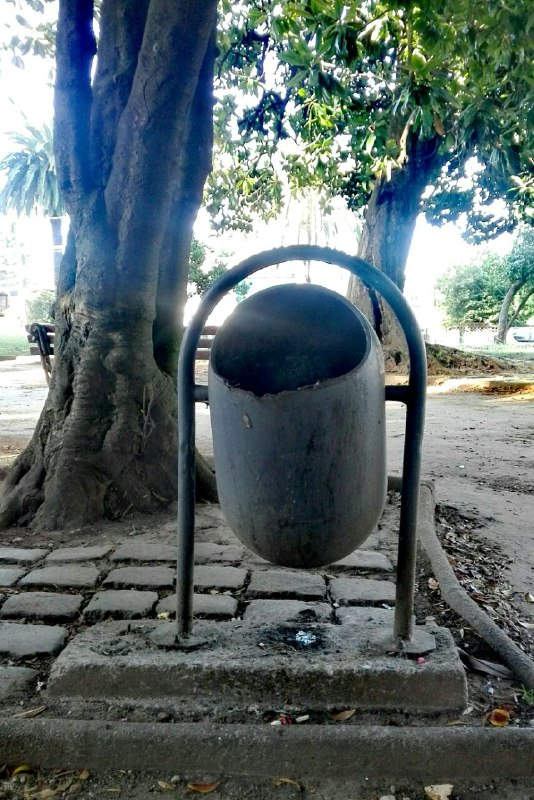
Basurero metálico y Magnolia.

### Bicicletas
Presenta estacionamiento de bicicletas de tipo stands (pieza de metal doblada en forma de horquilla en la cual puedes apoyar toda la bicicleta) ubicado en la esquina de Ave. Ramón Picarte con Ave. Carlos Condell), zona del patio de juegos infantiles. No está cubierto y tiene capacidad para 8 bicicletas. Los senderos interiores no son aptos para el tránsito de bicicletas.

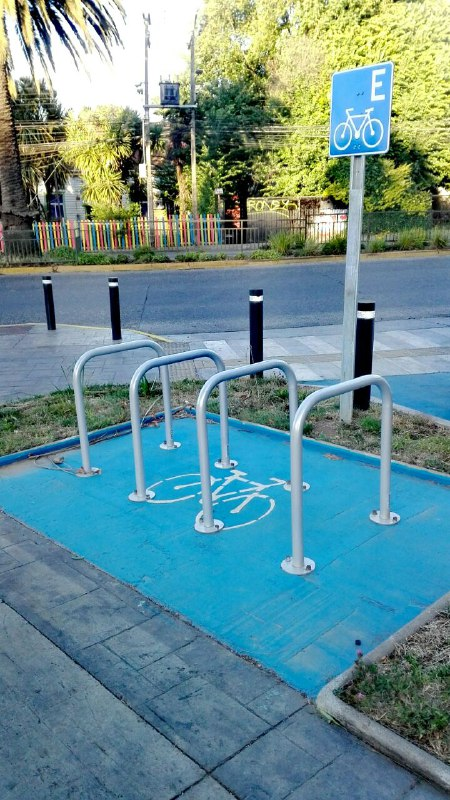
Estacionamiento de bicicletas

### Estacionamiento
El estacionamiento para autos se ubica hacia la Ave. Ramón Picarte, y tiene una capacidad para 04 autos. Dos de estos espacios son reservados para discapacitados.

### Estación de Calistenia
En el año 2022 se instaló una estación de calistenia, orientada hacia el nor-oeste. El conjunto presente cuatro equipos para los ejercicios físicos (ver mapa).

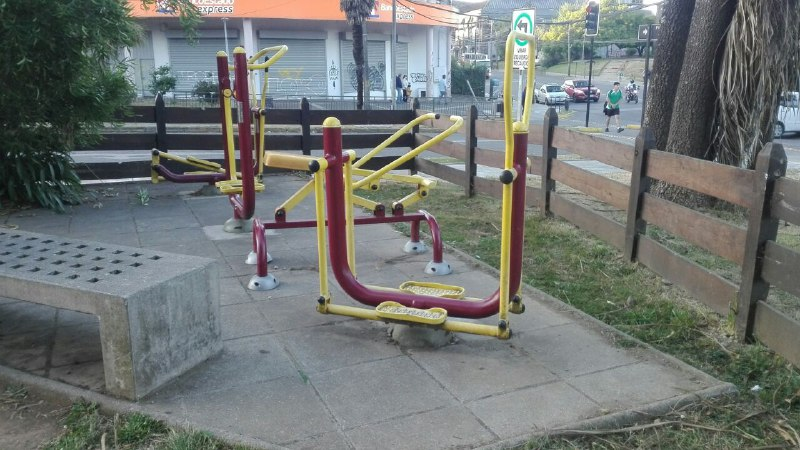
Estación de calistenia.

### Hidrantes de agua
Al Noroeste, en la intersección de las calles  Ave. Ramón Picarte con Ave. Carlos Condell, en la zona de estacionamiento de la plaza se encuentra el grifo contra incendios, en forma de pilar sobre la superficie, de un acoplamiento (70 mm de diámetro) y de color amarillo (ver mapa y fotografía del grifo).

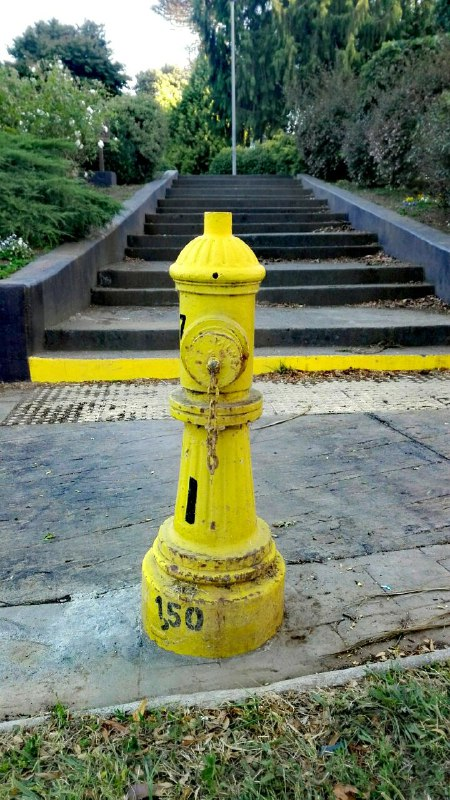
Hidrante (grifo) de un acople en la plaza .

### Juegos infantiles
Se emplazan dos patios de juegos infantiles, se ubican en los extremos opuestos de la plaza. Ambos tienen instalados un juego de Escalada en tela de araña (Spiderweb climbing), conjunto de toboganes y columpios. En la zona norte se instalaron novedosos juegos sonoros, compuestos por xilófonos y tambores de percusión.

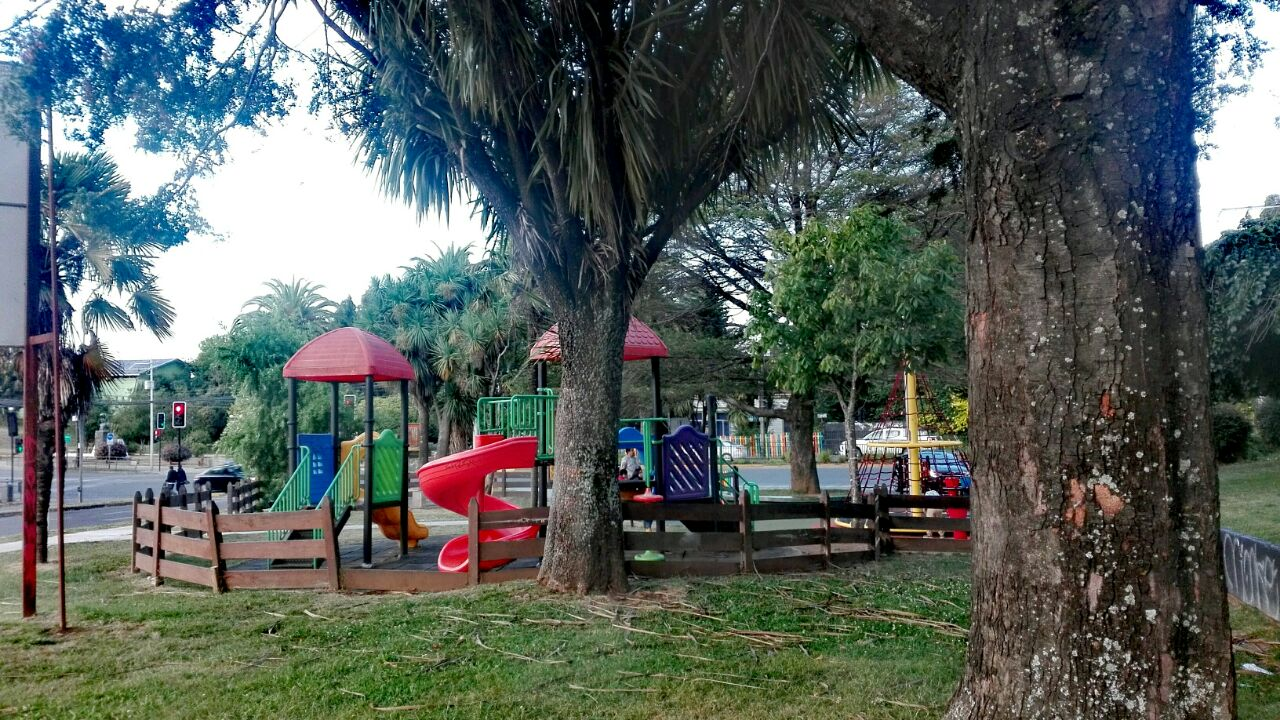
Juegos infantiles lado norte.
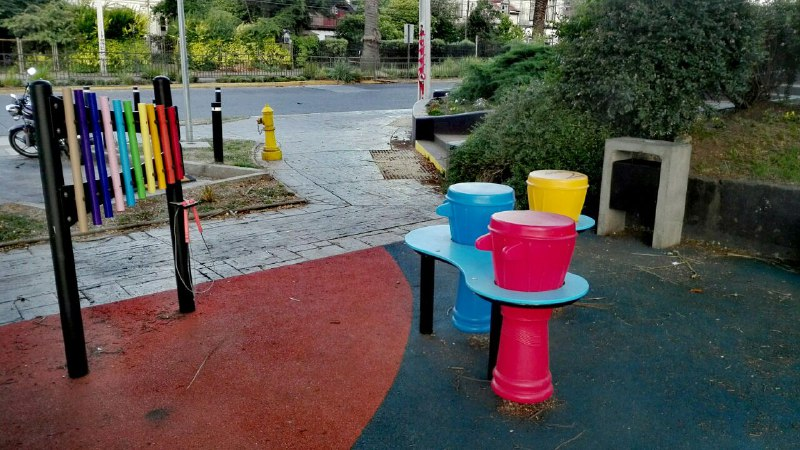
Juegos infantiles sonoros en lado norte.
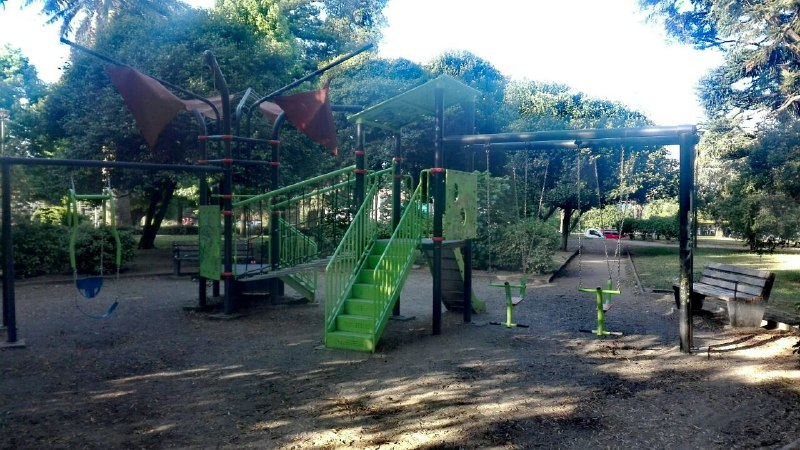
Juegos infantiles lado sur.

### Letreros informativos
En la entrada principal a la plaza por la esquina de Ave. Ramón Picarte con Ave. Carlos Condell, se ubica un letrero tallado en madera con el nombre de la plaza y el escudo de la ciudad, en el jardín central formado por las dos escalinatas que dirigen al Monumento. Hacia el lado oeste en diciembre del año 2021, el Ministerio de Vivienda (MINVU) instaló un letrero de grandes dimensiones por anuncio de reparación de veredas. El cartel aún persiste a la fecha obstaculizando la visión hacia algunas obras escultóricas de la plaza.

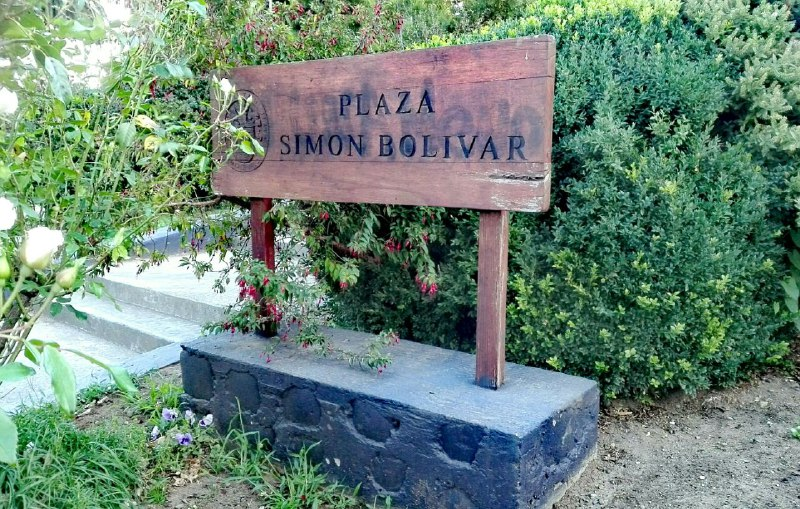
Cartel tallado en madera, con el nombre de la plaza y escudo de Valdivia.
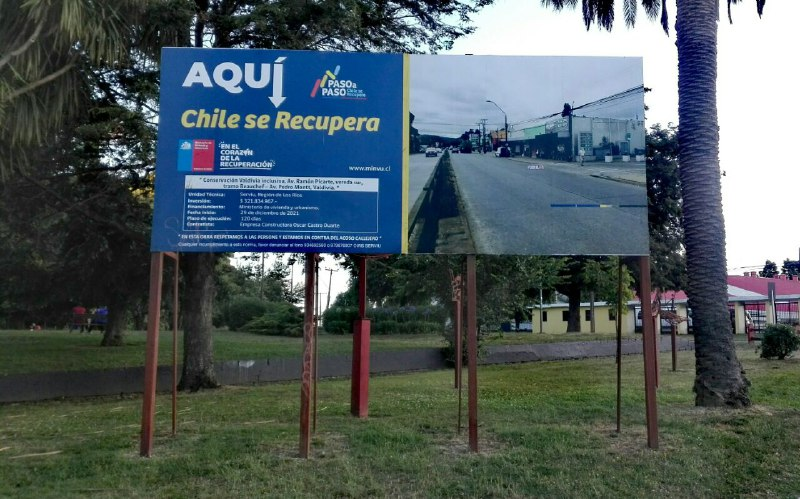
Cartel informativo (MINVU) de grandes dimensiones.

### Luminarias y Postes eléctricos
Presenta un total de 20 luminarias distribuidas por toda la plaza, de estas 17 se encuentran al interior y tienen 5 metros de altura, de tipo halógenas. Por el lado de la Ave. Pedro Montt se ubican 3 luminarias de alumbrado público, de 8 metros de  altura, con la fuente de luz en dirección a la calle.
Por el lado de Ave. Ramón Picarte se encuentran cinco postes eléctricos, de los cuales tres soportan luminarias.

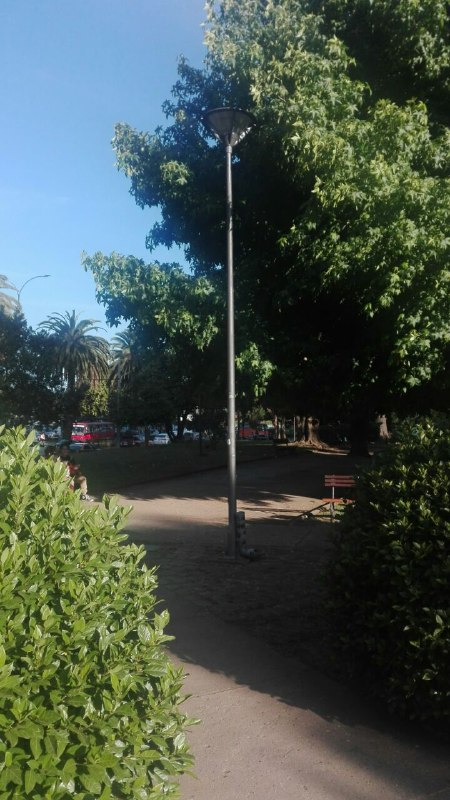
Luminaria tipo de la plaza.

### Monumento
Hacia el lado oeste de la plaza se emplaza el monumento dedicado al Libertador de América, Simón Bolívar (1783-1830). Se inauguró el 1 de junio de 1939, por solicitud y donación de la obra por parte de la República de Venezuela, considerado monumento público. La estructura de forma cuadrada tiene al centro un pedestal de base para el busto orientado con la vista hacia el norte, el conjunto tiene una altura de aproximadamente 4 metros. La placa en la actualidad un poco ilegible, presenta la siguiente inscripción: "SIMÓN BOLÍVAR Ofrenda de la República de Venezuela a la Municipalidad de Valdivia. 1939".

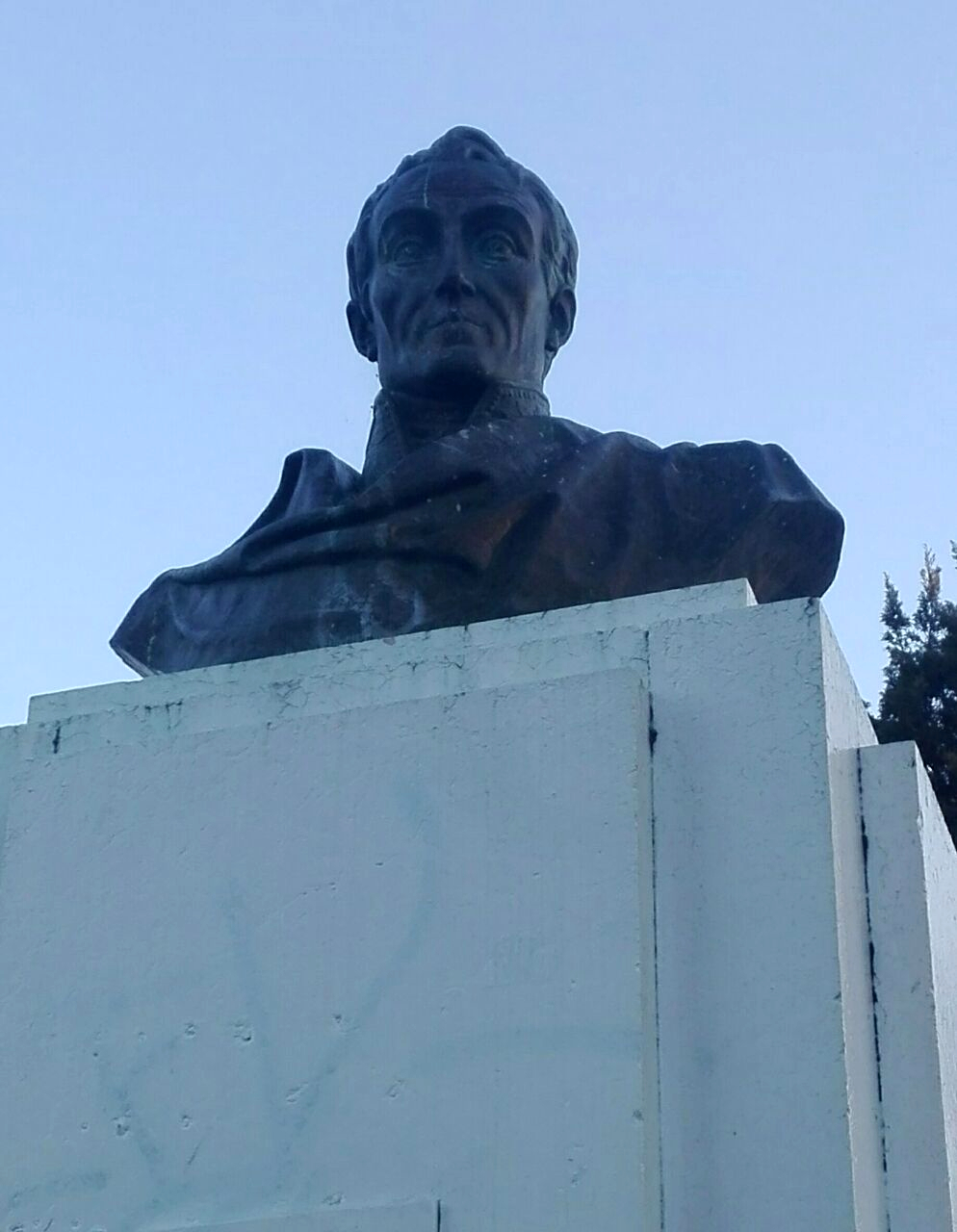
Busto de Simón Bolívar en Valdivia.

### Obras de arte
Hacia el lado oeste se ubica un conjunto de cuatro esculturas realizadas en hierro, representando temática de actividad pesquera. Una de ellas presenta una especie de firma con letras que dice "Velit".

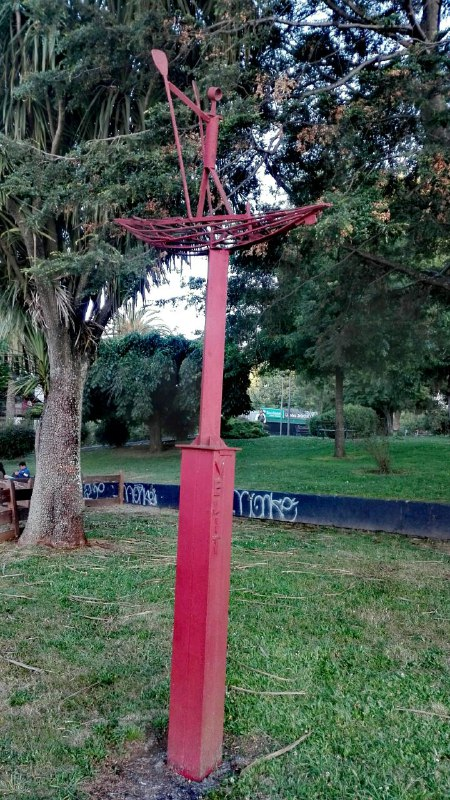
Escultura en hierro (1/4).
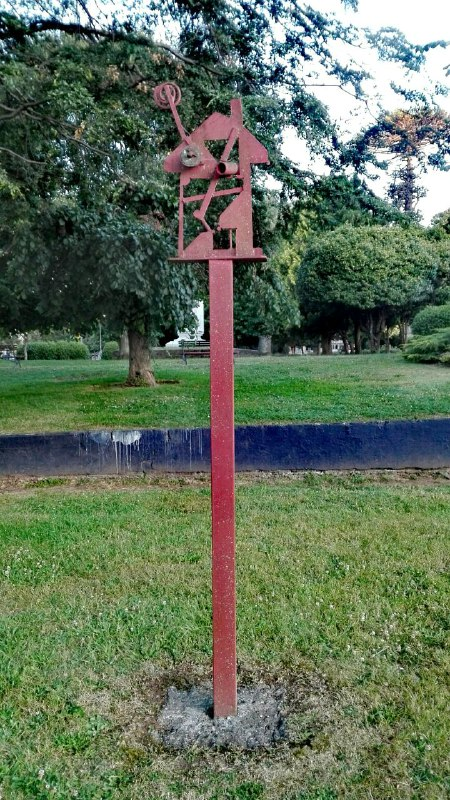
Escultura en hierro (2/4).
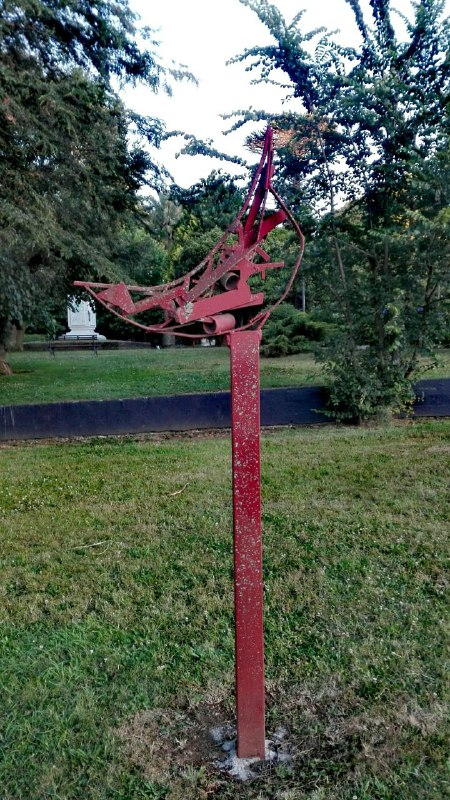
Escultura en hierro (3/4).
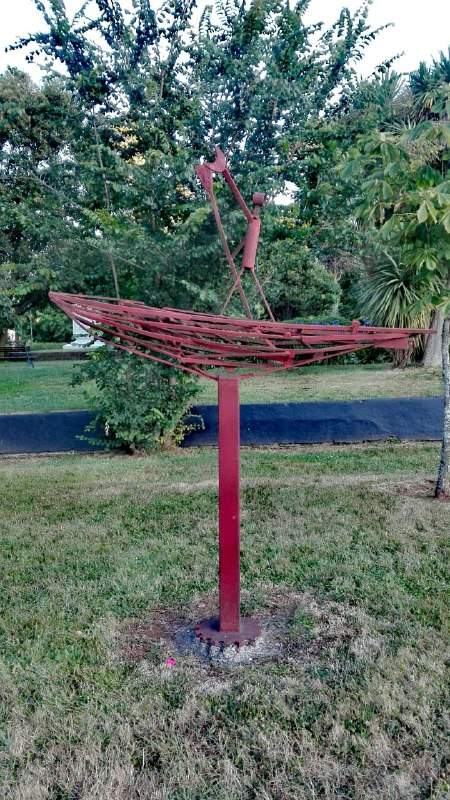
Escultura en hierro (4/4).

## Servicios cercanos
- Banco Estado.
- Coliseo Municipal Antonio Azurmendy Riveros.
- Comidas rápidas.
- Cementerio Alemán de Valdivia.
- Jardín Infantil "Mi mundo".
- Monumento histórico Torreón Picarte.
- Monumento réplica del Roto chileno.
- Paraderos locomoción colectiva.
- Parque Municipal "Guillermo Harnecker".
- Plaza "Capitán Ignacio Carrera Pinto".
- Quisco de Diarios y revistas.
- Supermercado Jumbo.